# Calocheiridius somalicus
Calocheiridius somalicus es una especie de arácnido del orden Pseudoscorpionida de la familia Olpiidae.

## Distribución geográfica
Se encuentra en Etiopía.